# The Wailing Wailers
The Wailing Wailers is het debuutalbum van de Jamaicaanse ska- en reggaeband The Wailers, uitgegeven door het platenlabel Studio One in 1965. Het bevat opnamen uit 1964 en 1965, die producent Clement Dodd de beste uit deze periode vond. Het is geen studioalbum in de gebruikelijke zin, maar de eerste lp van volledige lengte die The Wailers uitbrachten.

## Nummers
Alle nummers zijn geschreven door Bob Marley.

| Nr. | Titel                                              | Duur |
| --- | -------------------------------------------------- | ---- |
| 1.  | (I Am Gonna) Put It On                             | 3:06 |
| 2.  | I Need You So                                      | 2:48 |
| 3.  | Lonesome Feeling                                   | 2:50 |
| 4.  | What's New Pussycat?                               | 3:02 |
| 5.  | One Love                                           | 3:20 |
| 6.  | You Don't Miss Your Water (When the Well Runs Dry) | 2:35 |
| 7.  | Ten Commandments of Love                           | 4:16 |
| 8.  | Rude Boy                                           | 2:20 |
| 9.  | It Hurts to Be Alone                               | 2:42 |
| 10. | Love and Affection                                 | 2:42 |
| 11. | I'm Still Waiting                                  | 3:31 |
| 12. | Simmer Down                                        | 2:49 |

Bob Marley · Junior Braithwaite · Beverley Kelso · Bunny Wailer · Peter Tosh · Cherry Smith · Constantine "Vision" Walker · Earl "Chinna" Smith · Aston Barrett · Joe Higgs · Earl Lindo · Carlton Barrett · Al Anderson · Alvin Patterson · Junior Marvin · Donald Kinsey · Tyrone Downie · I Threes (Rita Marley · Marcia Griffiths · Judy Mowatt)